# Подвздошно-поясничная мышца
Подвздошно-поясничная мышца (лат. musculus iliopsoas) — мышца внутренней группы мышц таза.
Образуется в результате соединения дистальных мышечных пучков большой поясничной, малой поясничной и подвздошной мышц. Мышца из полости таза выходит через мышечную лакуну и, направляясь книзу, проходит по передней поверхности тазобедренного сустава, прикрепляясь тонким коротким сухожилием к малому вертелу бедренной кости.

## Функция
Осуществляет сгибание и супинацию бедра в тазобедренном суставе. При фиксированной ноге сгибает поясничный отдел позвоночника.